# Sinfonía n.º 12 (Mozart)

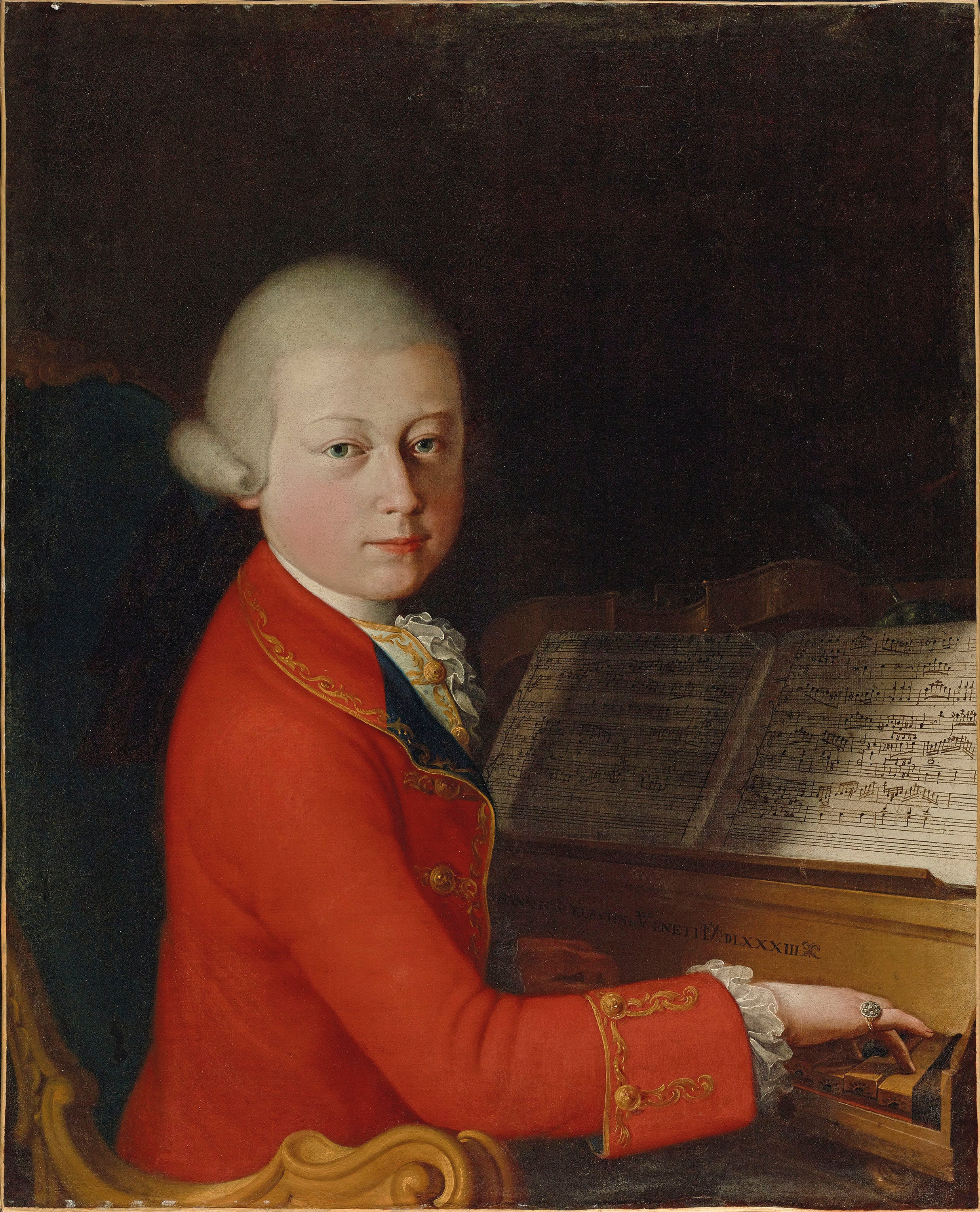
Mozart en 1770.

La Sinfonía n.º 12 en sol mayor, K. 110/75b fue compuesta por Wolfgang Amadeus Mozart en 1771, cuando el compositor tenía quince años.

## Historia

### Contexto

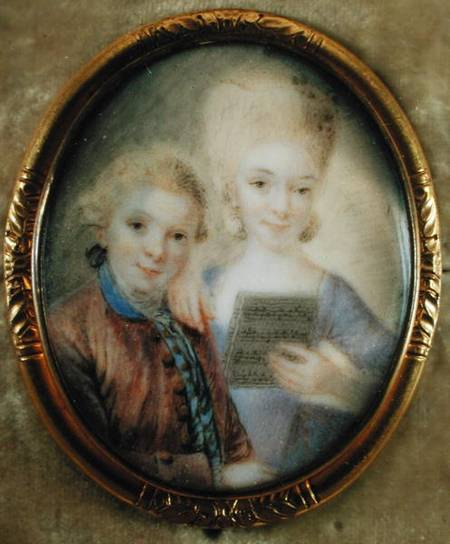
Wolfgang y Nannerl hacia 1763.

La carrera de Mozart como sinfonista había empezado en Londres durante el gran viaje de la familia Mozart por Europa entre junio de 1763 y noviembre de 1766. El padre Leopold Mozart planeó la gira para exhibir a sus prodigiosos hijos, Wolfgang y Nannerl en las principales cortes europeas. En ese tiempo Wolfgang compuso sus primeras obras del género, que tenían una deuda sustancial con las sinfonías de estilo galante italianizante en tres movimientos de Carl Friedrich Abel y Johann Christian Bach; también escuchó las sinfonías de compositores relevantes como Thomas Arne, William Boyce y Giuseppe Sammartini. Posteriormente Leopold y sus hijos pasaron en Viena varios meses de 1768 durante los cuales el joven maestro hizo un esfuerzo consciente por adaptar su estilo sinfónico a los gustos del público vienés, adoptando entre otras cosas la estructura en cuatro movimientos. Una afortunada consecuencia de los largos viajes del compositor en ciernes fue el contacto que le proporcionaron con una generosa muestra representativa de las tradiciones musicales europeas: alemana, británica, francesa e italiana.
El joven compositor y su padre realizaron tres viajes a Italia entre diciembre de 1769 y en mayo de 1773. En este periodo alternó sus visitas con estancias en Salzburgo durante las cuales creó la ópera Mitrídates, rey de Ponto, así como varias sinfonías con apreciable influencia del gusto italiano por la ópera bufa. En 1772 y 1773 el maestro austríaco vivió una etapa de entusiasmo por la escritura sinfónica, produciendo cada año siete nuevas sinfonías (n.º 15 - n.º 27). Después redujo su actividad en este campo y en los dos años siguientes sólo aparecieron tres nuevas piezas del género (n.º 28, 29 y 30).

### Composición
La composición de la obra se desarrolló en julio de 1771 en Salzburgo, en el período comprendido entre el primer y el segundo viaje a Italia que tendría lugar entre agosto y diciembre de ese mismo año. La partitura autógrafa se conserva en la actualidad en la Biblioteca Jagellónica de Cracovia y se puede consultar online.

### Estreno y publicación
El estreno de esta pieza probablemente se celebró el 22 o el 23 de noviembre de 1771 en la residencia de Albert Michael von Mayr en Milán. En este mismo concierto interpretado por Leopold y Wolfgang Amadeus Mozart tal vez se interpretase también el estreno de la Sinfonía n.º 13.
La primera edición fue llevada a cabo en 1879 por la editorial Breitkopf & Härtel en Leipzig, que publicó bajo la denominación Wolfgang Amadeus Mozarts Werke, Serie VIII, No. 12 tanto las partes como la partitura completa.

## Instrumentación
La partitura está escrita para una orquesta formada por:
- Viento madera: 2 flautas, 2 oboes y 2 fagotes.
- Viento metal: 2 trompas en sol.
- Teclado: [clavecín].
- Cuerda: una sección de cuerdas con 2 violines (primero y segundo), viola, violonchelo y contrabajo.

Las flautas y fagotes solo aparecen en el segundo movimiento. En las orquestas de aquella época era una práctica común emplear el fagot y el clavecín, si estaban presentes en la orquesta, para reforzar la línea del bajo o bien como continuo, incluso sin notación separada.

## Estructura y análisis
La sinfonía consta de cuatro movimientos:
- I. Allegro, en sol mayor 3
4
- II. Andante, en do mayor 2
2
- III. Menuetto, en sol mayor – Trio, en mi menor 3
4
- IV. Allegro, en sol mayor 2
4

La interpretación de esta obra dura aproximadamente entre 15 y 20 minutos. Con esta sinfonía rompió un poco con la influencia italiana perceptible en las sinfonías de tres movimientos inmediatamente anteriores. Así pues, retoma la estructura en cuatro movimientos con dos Allegros exteriores que enmarcan un Andante y un Menuetto.  En palabras de Cummings, aunque esta sinfonía no es una de las más populares o inspiradas de Mozart, se trata de una obra sólida de innegable encanto.

### I.Allegro
El primer movimiento, Allegro, está escrito en la tonalidad de sol mayor, en compás de 3/4 y sigue la forma sonata. Se trata del movimiento más largo compuesto por Mozart. Se abre con un primer tema vibrante y jovial, de contorno ascendente en su mayor parte, interpretado por las cuerdas. El segundo tema se desliza de manera lúdica hacia abajo y rebota con astucia hacia arriba. Un segundo tema, a cargo de los oboes, aporta un llamativo contraste en su carácter apagado al principio, pero también cobra vida de forma vibrante. El desarrollo temático es bastante limitado aquí y no rompe con la atmósfera brillante y enérgica de las secciones expositivas. 

### II.Andante
El segundo movimiento, Andante, está en do mayor y en compás alla breve. El movimiento lento incorpora un tema cautivador y animado (más vivo de lo que su tempo podría sugerir), interpretado en primer lugar por las cuerdas. Las flautas y los fagotes se suman aquí a la orquestación, junto con algunos toques humorísticos, como por ejemplo los descensos deliberadamente ásperos de las cuerdas.

### III.Menuetto–Trio
El tercer movimiento, Menuetto – Trio, está en sol mayor que en el trío pasa a mi menor y el compás es 3/4. El elegante minueto presenta un canon en las cuerdas realizado con los extremos de un intervalo de octava. Mozart aprendió pronto esta técnica de la Sinfonía n.º 23 de Joseph Haydn de 1764 (también en sol mayor). El discreto trío está escrito solo para cuerdas y mezcla hábilmente lo misterioso con lo lúdico. 

### IV.Allegro
El cuarto y último movimiento, Allegro, retoma la tonalidad inicial y el compás es 2/4. El escueto Finale es el movimiento más breve de la obra, pero sin duda el más efervescente y enérgico. El exuberante tema principal parece elevarse y luego caer con gracia, para repetir el proceso una y otra vez. La breve sección central alterna música tranquila, casi soñadora, con música bulliciosa y enérgica.